# Уметбаєво (Баймацький район)
Уметба́єво (рос. Уметбаево, башк. Өмөтбай) — присілок у складі Баймацького району Башкортостану, Росія. Входить до складу Біляловської сільської ради.
Населення — 535 осіб (2010; 570 в 2002).
Національний склад:
- башкири — 97%